# Aquacity

Das Logo der Aquacity

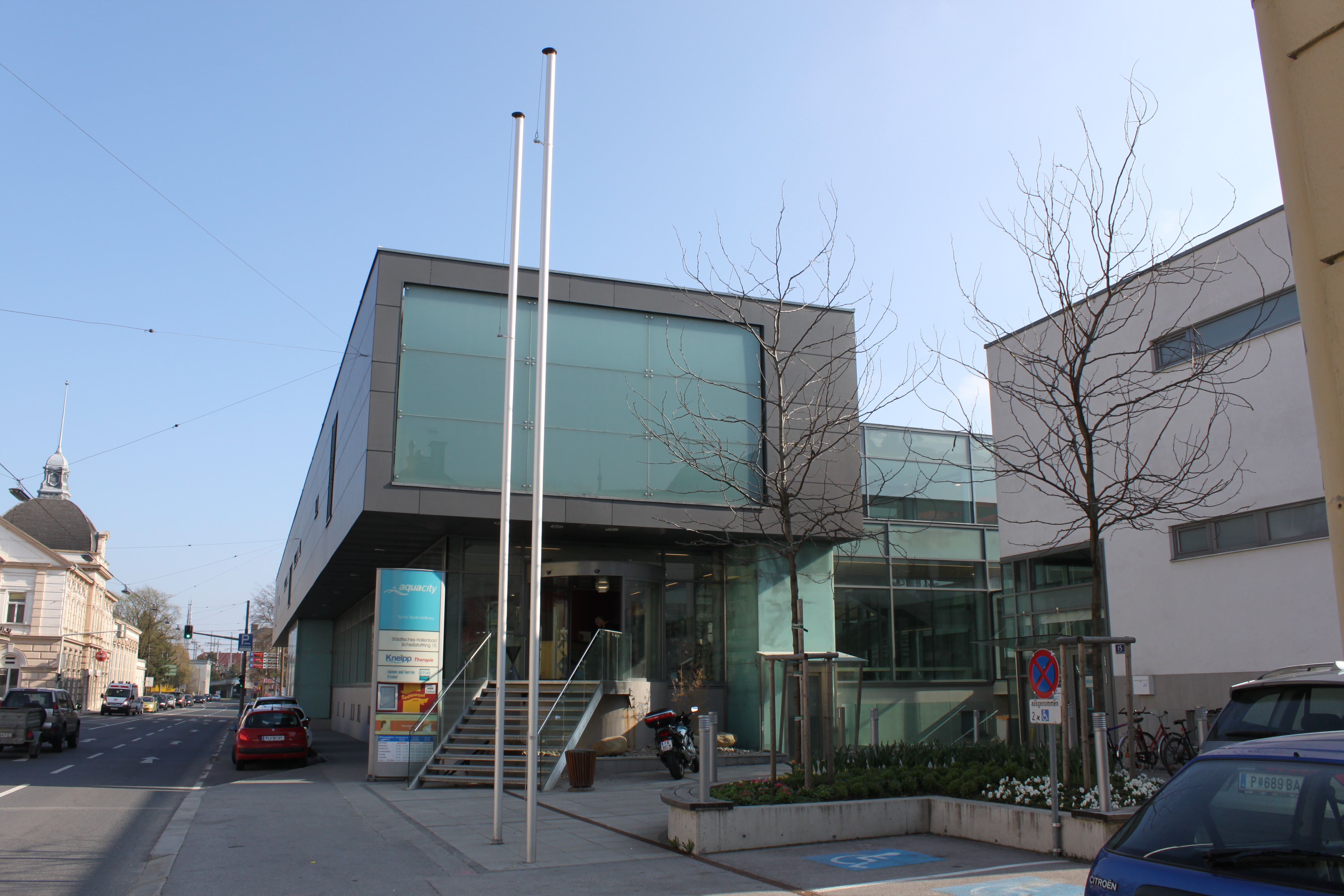
Haupteingang

Die Aquacity ist ein Hallenbad am Schießstattring in der Stadt St. Pölten.
Das Bad entstand nach eineinhalb Jahren Bauzeit Ende 2005 aus der baulichen Generalsanierung des alten städtischen Hallenbads. Das neue Bad befindet sich im Besitz der Stadt St. Pölten. Das Gebäude mit über 6000 m² Gesamtfläche befindet sich zwischen Schießstattring (Nr. 15, L100) und Promenade.

## Einrichtung
Das Hallenbad verfügt über Angebote für Sport, Spaß und Wellness.
Die zwei bestehen gebliebenen Sportbecken sind 25 m und 16,6 m lang und sind mit Schwimmbahnen bzw. Sprungturm ausgestattet. Neu gibt es zusätzlich einen Whirlpool, mit Bodenblubber, Strömungskanal und einer Wellenbucht sowie einen Kleinkinderbereich mit Spielbach. Die 72 m lange Wasserrutsche Black Hole bietet Zeitnehmung die auch unter dem Becken durch geht.
Daneben stehen eine Saunalandschaft mit Dampfbad und Solarium, ein Massage- und ein Gastronomiebereich zur Verfügung.
Das Bad hat Juni–September zumindest 10–20 Uhr geöffnet, kürzer jedoch am 24. und 31. Dezember, montags und am 1. Jänner geschlossen.
Neben dem Hallenbad Aquacity existieren in St. Pölten das Freibad „Sommerbad Summersplash“ (es wird – Stand 2014 – eine kombinierte Saisonkarte für beide angeboten), und die seit 2006 mit einer Rad- und Fußgängerbrücke verbundenen Schotterseen im Norden der Stadt: der Badesee Ratzersdorfer See (freier Eintritt neben Vergebührung der Autoparkplätze) und die naturnahen Viehofner Seen mit Schwimmsteg und Aussichtsturm.

## Geschichte
1966 wurde das erste Hallenbad in St. Pölten eröffnet. Dieses befand sich schon an der heutigen Stelle. Vor dem Hintergrund abnehmender Besucherzahlen und dem immer geringerem Budget wurden vor allem in den 1990er-Jahren Stimmen laut, die einen Neu- beziehungsweise Umbau forderten. Diese Stimmen wurden erst um das Jahr 2000 erhört, als sich die Stadt für eine Generalsanierung und gegen einen Neubau entschied. Den ausgeschriebenen Architekturwettbewerb gewann 2002 das Architekturbüro Lorenz & Partner. Mit dem Bau wurde Anfang 2004 begonnen und er wurde Dezember 2005 abgeschlossen. Die Kosten für den Umbau betrugen rund 10 Millionen Euro. Anfang 2006 wurde die Rutsche umgebaut, da es zu zahlreichen Verletzungen kam.

## Kritik
2007 erzielte das Bad 220.000 Besucher (25.000 weniger als 2006) und 940.000 Euro Defizit, das aus dem Stadtbudget abgedeckt wurde.
Stadtrat Dietmar Fenz erklärte, dass die Eintrittskartenerlöse die hohen Energie-, Miet- und Personalkosten nicht decken konnten, doch „man sei mit den Gästezahlen zufrieden, immerhin würde kein Erlebnisbad in Österreich kostendeckend arbeiten“. Stadtrat Bernhard Wurzer sieht die Gründe in „Fehlplanung“, konkret bei „schlechter Wahl von Standort und Größe“, es gäbe „keine konkreten Pläne über einen Ausweg, das Bad werde nicht zusperren.“